# 南門二
南門二（英語：Alpha Centauri，即半人馬座α，简写为）是位於南天的半人馬座中的一個三合星系统，由两颗類太陽恆星南门二甲（半人馬座α星A）、南门二乙（半人馬座α星B）和一颗红矮星比邻星（半人馬座α星C）组成。其中，南门二甲和乙是一个双星系统，肉眼無法分辨彼此；暗弱的比邻星则在較远距离围绕两者公转，肉眼不可见。南门二的綜合視星等為-0.27等，絕對星等4.4等，习惯上视为夜空第三亮星。南門二距離太陽4.37光年（約277,600天文單位），是最近的恆星系，其中比鄰星（Proxima Centauri）的距離只有4.24光年。
在中国古代，南門二和南门一组成角宿中的星官“南门”。傳聞當年鄭和下西洋，就是用它來指引方向。在西方，南门二曾是南十字星座最外圍的指引，因為南十字星座的位置太過南邊，所以大部分的北半球都看不到。
因其與太陽系相對較近的距離，在科幻小說與電子遊戲中，南門二理所當然的成為星際旅行的「第一個停靠港口」，未來地球人口爆炸時對這一近鄰進行開發與殖民活動的情節也常有出現。。
2016年8月24日ESO（欧洲南方天文台）发布了他们的新发现——一颗位于比邻星附近的类地行星（比鄰星b）。

## 性質

太陽與南門二三合星系統的比較

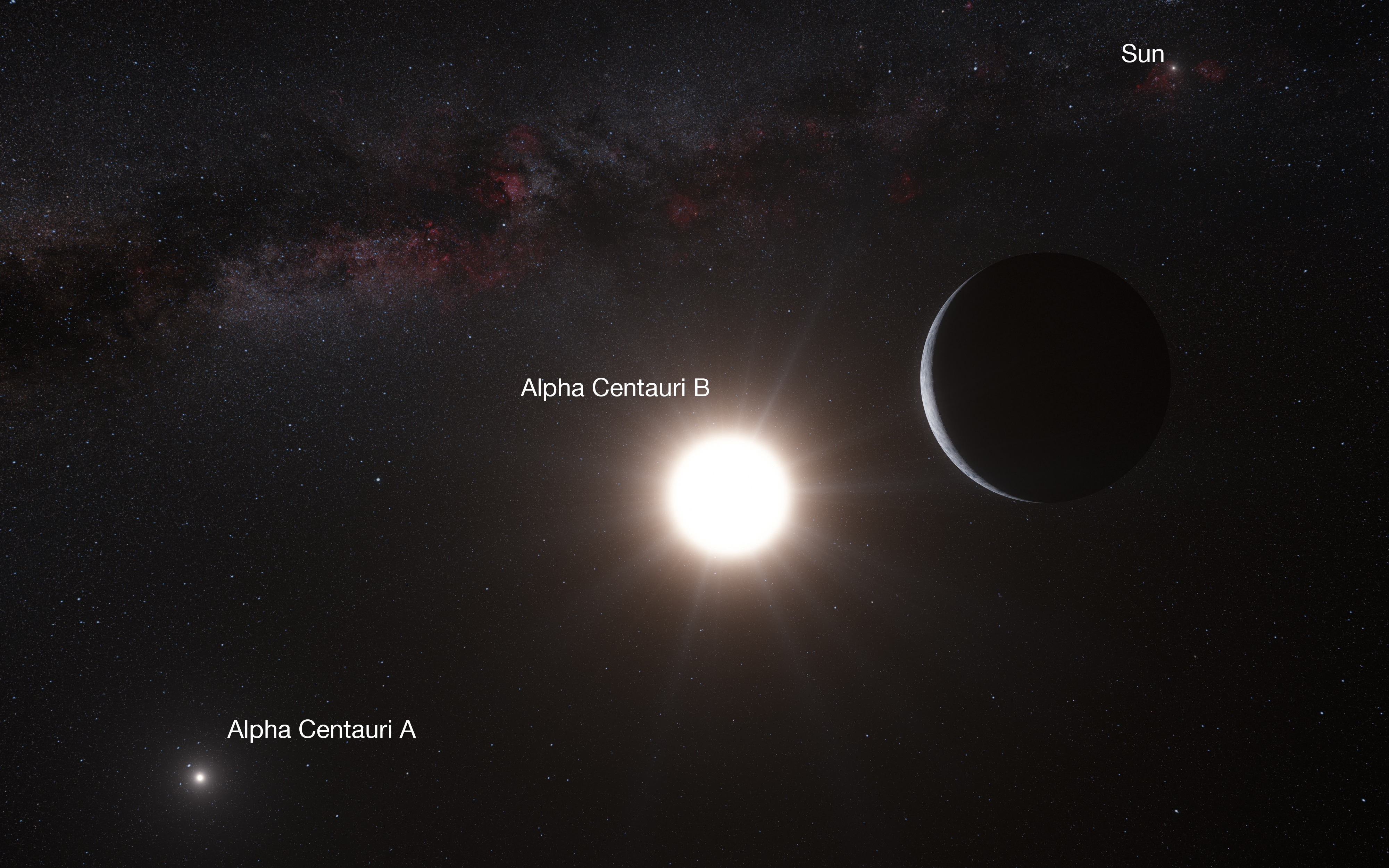
畫家筆下的半人馬座α星B和其行星

數位化巡天看南門二

南門二的視星等為−0.27，在夜空中的亮度僅次於天狼星和老人星，稍高於大角星。在恆星亮度列表中，半人馬座α星A是夜空中第四亮的恆星，其視星等為−0.01>，稍比大角星（−0.04）暗。而半人馬座α星B的視星等則為1.33，是夜空中第21亮的恆星。
整個南門二系統的名稱為半人馬座α星AB，代表其恆星是圍繞著一個質心公轉。而「半人馬座α星AB-C」一名則是代表半人馬座α星C是位於雙星系統外圍的伴星。部份舊文獻更使用「半人馬座α星A×B」這個名稱，但最終因存在歧義而被廢除。

### 半人马座α星A
半人馬座α星A是南門二雙星系統中的主星，稍比太陽大和亮。這顆類太陽主序星與太陽一樣，都是黃色的，其恒星光谱分類為G2 V。透過確定相互軌道參數，天文學家們得出其質量大於太陽約10%，而半徑則大於太陽約23%。其恆星自轉速度為2.7 ± 0.7 km·s−1，自轉周期為22天，比太陽的自轉周期（25天）稍短。

### 半人马座α星B
半人马座α星B是南門二雙星系統中的伴星，稍比太陽小和暗。這顆主序星是橙色的，其恒星光谱分類為K1 V。其質量約為太陽的90%，而半徑則約為太陽的86%。其恆星自轉速度為1.1 ± 0.8 km·s−1，自轉周期約為41天。儘管半人马座α星B比半人马座α星A暗，但其釋放出來的X射线的能量卻比A多。

### 半人馬座α星C
半人馬座α星C，又稱比鄰星，是半人馬座α三合星的第三顆恆星。這顆主序星是紅色的，其恒星光譜分類為M5 Ve或M5 VIe，代表它是一顆小型主序星或亞矮星。 其B−V色指數為+1.90，而質量則為0.123太陽質量,，或129木星質量。

## 恆星系統
南門二是一個三合星系統，半人馬座α星A與半人馬座α星B是一對雙星，距離太陽為4.24光年。第3個成員半人馬座α星C是一顆紅矮星，也稱為比鄰星，距離太陽為4.22光年（根據依巴谷衛星的資料），是已知最接近太陽的一顆恆星。
| b (未确认) | 9~35 M⊕ | 1.1 | ~360 | ? |

| b (未确认) | 1.13 ± 0.09 M⊕ | 0.04 | 3.2357 ± 0.0008 | ? |

### 半人馬座α星A與半人馬座α星B

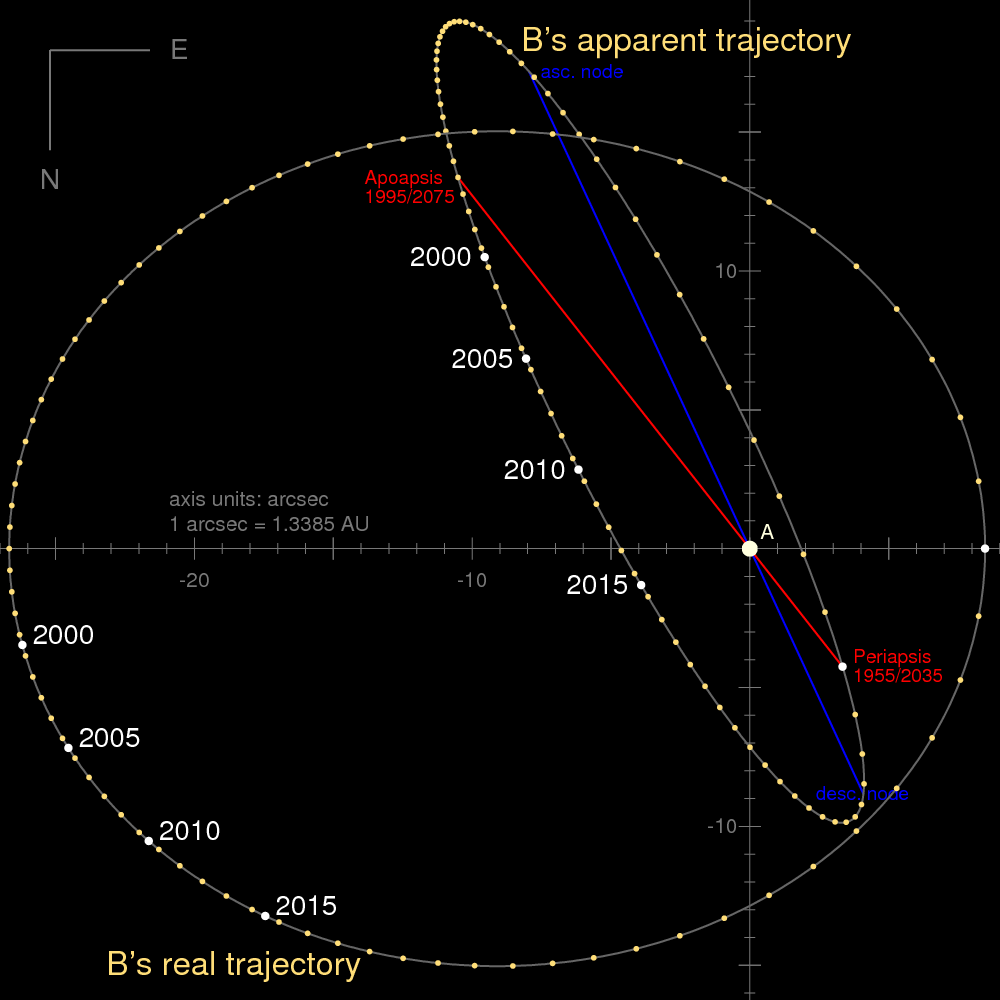
半人馬座α星A及半人馬座α星B表面上與實際上的軌道

南門二中最大的成員是半人馬座α星A。它是一顆G2V型的類太陽主序星，發出黃白色的光芒，在光度與體積上都稍微超過太陽。南門二中第二大的成員則是半人馬座α星B。它是一顆K1V型的主序星，發出橘黃色的光芒，光度與直徑都略遜於太陽。這兩顆恆星互相繞轉的軌道偏心率為0.52，其軌道周期為79.91年，它們之間最接近的距離為11.2 AU（16.7億公里），約等於太陽與土星的距離。而它們之間最遠的距離則為35.6 AU（53億公里），約等於太陽與冥王星的距離。其軌道存在巨大差異，全因這個雙星系統的軌道離心率e = 0.5179。透過雙星系統的軌道根數，天文學家們得出這兩顆恆星的質量總和約為太陽質量的兩倍。而A和B的質量則分別為太陽質量的1.09倍和0.90倍。但是，近年的研究顯示這兩顆星的質量應該會再大一些：A的質量為太陽質量的1.14倍，B的質量為太陽質量的0.92倍，而總和質量則為2.06 倍。A和B的絕對星等分別為+4.38和+5.71。恆星演化理论显示這兩顆星要比太陽年老，其年龄介于50至60亿年，比太陽的年齡（45.7億年）要老一些。
在地球觀察南門二時，其視軌道會隨著時間改變。例如於2010年觀察南門二時，兩顆星之間的距離為6.74 弧秒，位置角為245.7°；而在2011年觀察南門二時，兩顆星之間的距離卻變成6.04 弧秒，位置角為245.7°。兩顆星將會於2016年2月最接近對方，距離為4.0 弧秒，位置角為300°。兩顆星將會於2056年1月距離對方最遠，而上一次的最遠距離則發生於1976年2月。在地球上觀察南門二，兩顆星之間的最大和最小距離差異為22 弧秒。

### 比鄰星
比鄰星為一顆紅矮星，距離半人馬座α星A與半人馬座α星B大約是15,000天文單位（約0.21光年或南門二與太陽之間距離的1/20）。比鄰星可能以一個50萬年或更久的圓形軌道來公轉，也可能是以雙曲線的軌道來運轉，這有可能導致比鄰星將在幾百萬年後離開這個恆星系。因此比鄰星有時被稱為半人馬座α星C。比鄰星與半人馬座α星A及半人馬座α星B之間的關係看起來並不全然是意外所造成的，因為它們在宇宙中大約以相同的軌道來運行，就像是一個恆星系統一樣。

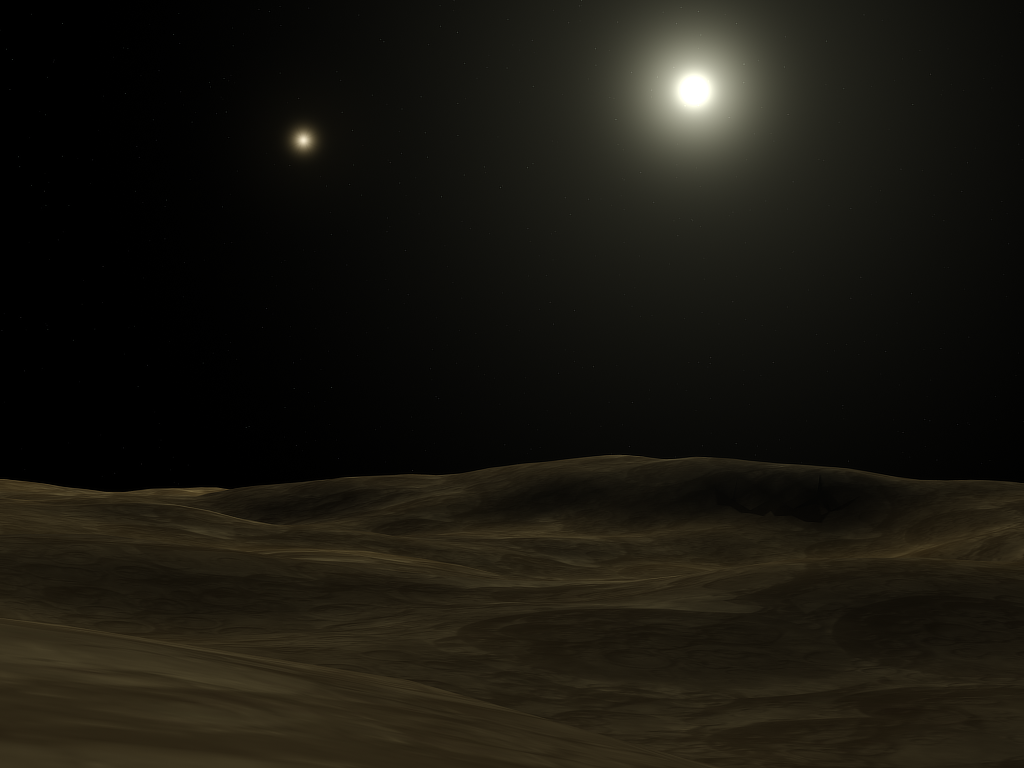
藝術家想像畫面，描述從南門二附近的行星觀看南門二的情況

從地球上的角度來看，比鄰星與半人馬座α星A及半人馬座α星B之間相隔了2度（大約是滿月時角距離的4倍），而半人馬座α星A及半人馬座α星B之間則彼此相距40"。距離南門二最近的是巴納德星（6.47光年），巴納德星也是距離太陽第二近的恆星系统（5.96光年），也是第四接近太阳的恒星。

### 可能的存在行星
行星組成模式顯示類地行星可以在接近半人馬座α星A與半人馬座α星B的位置來形成，但是類似木星與土星的類木行星則因為雙星的重力影響而無法形成。假定恆星類型、年齡與軌道穩定度相同的話，南門二被認為最有可能擁有一個適合外星生命存在的行星。然而有一些天文學家認為如果南門二擁有任何類地行星的話，因為缺乏類木行星的存在，它們也可能會是乾燥的。目前認為木星與土星這樣的類木行星對於彗星進入內太陽系有決定性的影響，因此也提供內部的行星水的來源。然而如果半人馬座α星B對於半人馬座α星A扮演的角色類似類木行星與太陽之間的關係的話，這可能不是個問題。這兩顆恆星的恆星光譜適合潛在的行星來孕育生命。

### 已確認行星
2012年10月16日，天文學家宣布在半人馬座α星B旁發現一顆質量相當於地球的行星環繞。該行星半人馬座α Bb並不在母恆星的適居帶內，並且與母恆星距離只有0.04天文單位，公轉周期只有3.236日。它的表面溫度預估大約至少是1200°C或1500 K。
2016年8月24日ESO宣布他們在比鄰星旁邊發現了一顆質量相當於地球的行星——比鄰星b。該行星在母恒星的適居帶上，與母恒星距離只有0.05天文單位，公轉周期只有11.186日。比鄰星b從母恒星接收到的輻射量是地球從太陽接收輻射量的65%；但是比鄰星b接受的X射線輻射量是地球的400倍。它的半徑至少是1.1 R🜨。比鄰星b的表面温度預估為234 K（−39 °C）。

## 南門二的視野
從南門二的附近來觀測宇宙，將會看到許多地球上的觀測者所看到的天體，大部份的星座幾乎也沒有變化，例如獵戶座與大熊座等。但是半人馬座最明亮的一顆星將會消失，而太陽則會成為仙后座中一顆視星等為0.5等的恆星。大體來說，仙后座的外形將會從\/\/變成/\/\/，太陽將會位在阁道二的尾端。

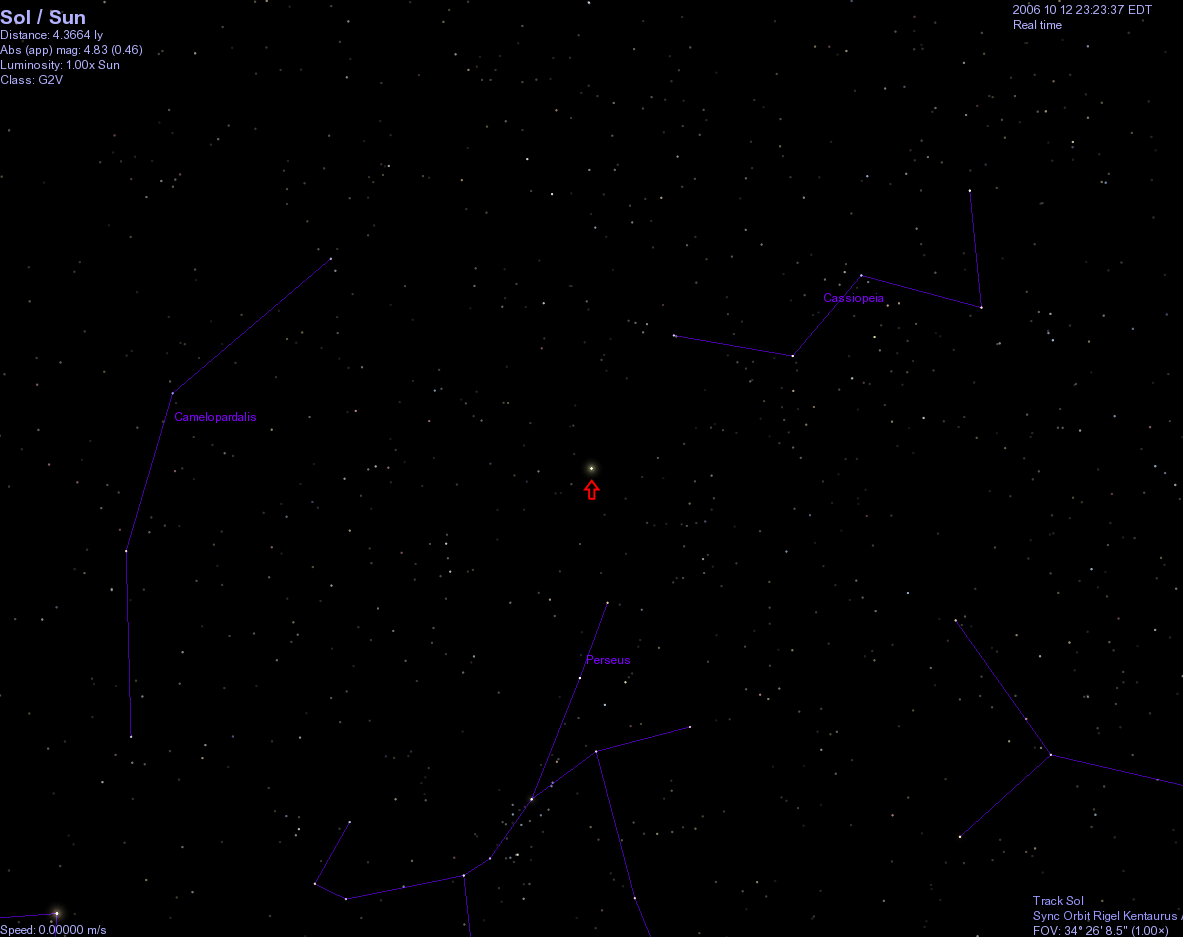
從南門二觀測到的太陽

附近的明亮恆星，例如天狼星與南河三會出現在一個差異很大的位置上。天狼星會成為獵戶座的一部份，出現在距離參宿四2度的位置上，而且稍微比地球上觀測到的還要黯淡（-1.2等）。而大角星，北落師門與織女星雖然与太阳和南门二均相距甚遠，都會发生微小的移动。比鄰星將會成為一顆不顯眼的4.5等星，考虑到它距離半人馬座α星A及半人馬座α星B只有4分之一光年，這顯示出比鄰星是如此的黯淡。它在背景的星空中缓慢却持续的移动，在数十年的时间范围内能够被人们所查觉。
如果有一顆行星環繞半人馬座α星A或半人馬座α星B，在這顆行星上，它們將會是非常明亮的雙星。舉例來說，如果距離半人馬座α星A1.25天文單位的位置有一顆類似地球的行星的話（公轉週期為1.34年），半人馬座α星A的光度對於行星而言與太陽相似，而半人馬座α星B則將會變暗5.7等至8.6等，但仍然會達到−21.0等至−18.2等，雖然比半人馬座α星A黯淡190至2700倍，但仍然比滿月明亮170至2300倍。相反的，如果距離半人馬座α星B0.71天文單位的位置有一顆類似地球的行星的話（公轉週期為0.63年），半人馬座α星B的光度對於行星而言與太陽相似，而半人馬座α星A則將會變暗4.6等至7.3等，但仍然會達到−22.1等至−19.4等，雖然比半人馬座α星B黯淡70至840倍，但仍然比滿月明亮520至6300倍。對於環繞其中一顆恆星的行星而言，第二顆太陽不至於對於氣候或光合作用（約等於土星與太陽之間的距離）產生不良的影響。不過這意味著，大約有半年，夜空不是漆黑一片，而是深藍色的，人們可以四處行走甚至可以不用人工照明來閱讀。已知擁有行星的雙星系統例如少衛增八，而且太陽系的巨型星周圍都擁有衛星系統的存在，顯示在這兩顆恆星周圍並不是不可能擁有類似地球的行星。許多行星獵人小組無法憑著視向速度在這個系統來發現任何巨型行星或棕矮星，如果它們存在的話將會撕裂任何位在或靠近適居區的類地行星。

## 移動

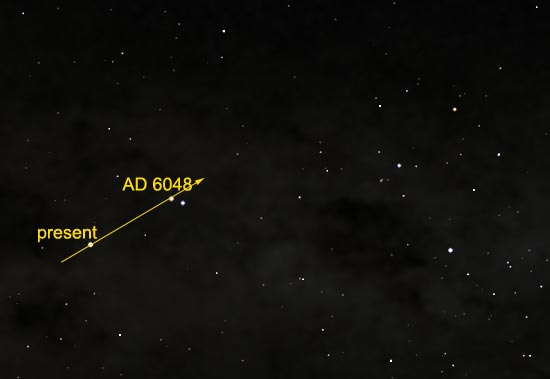
南門二與馬腹一之間的相對移動

約4000年后，南門二的自行運動顯示從地球上看起來，它將足夠接近半人馬座第2亮星馬腹一，讓它們看起來就像目視雙星一樣，實際上馬腹一與南門二距離相當遠。

## 名稱來源
在中国二十八宿系统中，南门二是角宿的一部分，“南门”一名初见于《史记》，被认为是南天门（代表库楼的南门）。
南門二系統也被稱為，通常縮寫成，是從阿拉伯文演變來的，意為「半人馬的腳」。不過根據拜耳命名法南門二更常被稱為。
南門二的另外一個名稱是，這個名稱可能是從希伯來語或阿拉伯文的（意為鴕鳥）演變來的。南門二有時也被稱為，可能是從拉丁文的（意為「蹄」）轉變而來的。

## 科幻
诸多科幻小說和電影以半人馬座α為背景。
- 三體：劉慈欣所著的科幻小說，三體人即生活在本星系。
- 流浪地球：劉慈欣所著的科幻小說及改编的科幻电影，地球流浪的目的地便是半人馬座α。
- 阿凡達：詹姆斯·卡梅隆導演的電影，潘朵拉星為一顆虚構的巨行星吕斐摩斯星的衛星，位於阿爾法A星系。

一些電子遊戲也會以半人馬座α為舞台。
- 星空 ：貝塞斯達遊戲工作室旗下的太空動作冒險遊戲，遊戲中人類在2156年登上南門二，2160年，聯合殖民地任新亞特蘭提斯為法定首都。

## 外部連結
- SIMBAD observational data
- Sixth Catalogue of Orbits of Visual Binary Stars U.S.N.O.
- The Imperial Star – Alpha Centauri （页面存档备份，存于）
- Alpha Centauri – A Voyage to Alpha Centauri （页面存档备份，存于）
- Immediate History of Alpha Centauri （页面存档备份，存于）
- eSky : Alpha Centauri （页面存档备份，存于）

### 假定的行星與探測
- . European Southern Observatory Press Release. 2003: 5  [2003-03-21]. Bibcode:2003eso..pres....5..[]
- Alpha Centauri System （页面存档备份，存于）
- O Sistema Alpha Centauri (Portuguese) （页面存档备份，存于）
- Alpha Centauri – Associação de Astronomia (Portuguese) （页面存档备份，存于）
- Thompson, Andrea. . SPACE.com. 2008-03-07  [2008-07-17]. （原始内容存档于2008-06-02）.

1. ↑  
These mass limits are calculated from the observed radius of  3.3~7 R🜨 applied to the equation quoted, and presumably used, to calculate the planet mass from the planet radius in the Wagner et al 2021 paper:[27] R ∝ M 0.55   (although this radius-mass relationship is for low-mass planets and not for larger gas giants). Therefore   3.31.82 = 8.77  M🜨  and  71.82 = 34.52 M🜨. The  Msin i ≥ 53 M🜨  is for a planet at the outer edge of the conservative habitable zone, 2.1 AU, and so the upper mass limit is lower than that for the C1 planet at just 1.1 AU.